# Guillermo Zamor
Zamor (8 de marzo de 1951 en Colombia), es un pintor y Escultor radicado en Francia, conocido por sus grandes formatos y el tratamiento de sus temas masculinos y femeninos con una técnica que no es ni realista, ni hiperrealista.
Inspirado por los Manieristas italianos, el estudio de Figuras Imposibles y de las Anamorfosis, igualmente que de la técnica del Trompe-l’œil del Renacimiento, que estudió y admiró en todos los museos de Europa, de Estocolmo a Roma, pasando por Ámsterdam, Zúrich, Madrid y París y que controla con una gran destreza, mezclándolas y creando su propia y única tendencia que él llama "suprarealismo". Como afirma él mismo, «en el surealismo los elementos absurdos son evidentes, mientras que en la pintura suprarealista lo absurdo entra en la lógica de la mirada, pasando desapercibido».
Zamor vive en Europa desde 1974, habiendo hecho largas estadías en Roma, Florencia, París, Ámsterdam, Zúrich, Estocolmo et Madrid para desarrollar y hacer sus estudios humanísticos y crear su estilo artístico.

## Biografía

### Estudios
Aunque decidido a ser artista-pintor Escultor, Zamor no quiso estudiar Bellas Artes, considerando que una formación humanística y literaria lo prepararía mejor en su carrera de artista-pintor. Para ello obtiene en primer lugar un DEUG en Arquitectura en la Universidad Javeriana de Bogotá en Colombia donde aprende a fondo los principios de la descriptiva, perspectiva, dibujo, etc.
Después decide orientarse hacia los estudios de Letras. Empieza su carrera con un máster en Filosofía y Letras con Especialización en Historia en la Universidad Javeriana de Bogotá. Luego se va para París en 1974 donde continúa sus estudios de Letras y obtiene un máster en Literatura en la Universidad de la Sorbona, París IV. Luego un DEA en Historia de la Universidad de la Sorbona, París IV y finalmente una Licencia en Historia del Arte en la Universidad de Grenoble, Francia. En 1976, después de haber recorrido todos los museos de Europa, se consagra a la Pintura y a la Escultura en París.

## Carrera de artista

### Exposiciones en Francia, años 1970
Zamor va a hacer su primera exposición en 1978 en Grenoble, Francia, en el Café Bayard, que es un lugar de reunión de artistas, actores y de los intelectuales de la ciudad. Desde sus primeros pasos al público es destacado por la prensa con una primera entrevista individual. Su estilo muy personal, inspirado de desnudos masculinos, igualmente que la práctica de una técnica muy clásica al óleo, es reconocida desde un comienzo por los críticos.[
Después se siguen una serie de exposiciones individuales: Galerie Madeleine, Grenoble, 1979,1979, Galerie d’Art Moderne, Orange, France en 1979, où M. Ph. Chabro lo mismo que el Barón Olivier de Serres escriben artículos muy elogiosos sobre este nuevo artista en el periódico Le Provençal; luego sigue la Galerie du Musée à Nernier, Francia, 1979.
En 1980, los periodistas de la región Rhône-Alpes escogen a Zamor para que represente la región en el 91.er Salón de los Independientes en el Gran Palacio en París.[

### Exposiciones en Venezuela y en Colombia
Apoyado por esos éxitos en Francia como artista, Zamor viaja a Colombia para pasar las navidades de 1979. Poco después de su llegada, encuentra aquel que será su modelo para « San Sebastián». Instala un estudio para a pintar este tema inspirado por ese modelo y por una naturaleza que redescubre. En lugar de tres meses se queda un año y medio, dándole la ocasión de exponer en diferentes lugares. Primero en su ciudad natal en la « Casa de la Cultura», Cúcuta, Colombia, luego en San Cristóbal, Venezuela, en la Galería J.M. Oliveros.
Más tarde, durante una estadía en Bogotá, el Consejero de Estado Gustavo Humberto Rodríguez descubre el trabajo de Zamor y lo invita a exponer en el Palacio de San Carlos, antiguo Palacio presidencial, donde le organiza una exposición en enero de 1981. La exposición es enseguida reclamada por el Museo de Arte Contemporáneo de Bogotá. La prensa nacional colombiana descubre un nuevo artista.
Al final de 1981, Zamor hace el viaje de vuelta a París. Deja todas sus pinturas de formatos grandes en las bodegas del Museo de Arte Contemporáneo.

### Exposiciones y prensa, años 1980
Al volver de Colombia, Zamor se instala en París. Durante más de un año frecuenta el Museo del Louvre, estudiando de manera sistemática y con su formación de historiador, todas las obras del Museo. La ciudad de Grenoble le da un apartamento-estudio donde se instala y afirma su estilo introduciendo nuevos elementos en su pintura y en sus dibujos: la Anamorfosis y el Trompe–l’œil. En 1985 Zamor expone en el Teatro de Grenoble un solo lienzo con todos los dibujos preparatorios alrededor del tema de esa pintura. 
 
El crítico de arte y profesor de historia del Arte en Florencia (Italia) y en Grenoble (Francia), Philippe Renard, invita Zamor a la Pieve a Elici, cerca de Lucca, en Italia, para hacerle una entrevista que aparecerá en la Revista "Connaissances des Hommes" en París en 1985 y su traducción en griego en la Revista Literaria ΠΟΔΙΟΡΚΙΑ, publicada en Atenas en 1985.
La Galería Eolia, 10 rue de Seine en París, remarca su obra y lo toma en exclusividad en 1986. Esta Galería organiza varias exposiciones de Zamor que son comentadas por la prensa parisina: en la Revista L'Œil el periódico Le Figaro, la revista semanal Le Point en el libro del crítico de Arte Gérard Xuriguera de las ediciones Mayer. Pasa también en subasta pública en la Sala Drouot, Cabinet Catherine Charbonneaux, en París el 24 de abril de 1988.

### Exposiciones y viajes, años 1990
Zamor viaja y trabaja mucho, haciendo que cada lugar se convierta en una nueva fuente de inspiración. Va de la región de Ardèche, en el centro de Francia, a París y a Grenoble, luego al borde del mar bajo el trópico, a la Cordillera de los Andes en Colombia y a San Juan en Puerto Rico. Cada viaje da lugar a nuevas exposiciones. 
En Bogotá, Colombia, expone en la "Galerie d'Art" del World Trade Center en 1991 y 1992 y y expone en Barranquilla, Colombia, en diciembre de 1992. Se queda a vivir en Cartagena, en Colombia, todo el año 1993 y se va luego a vivir en lo alto de la Cordillera de los Andes desde el fin de 1993 hasta mayo de 1996 cuando decide volver a Francia. Al principio del año 1997 a hacer una gran exposición particular en "The Old San Juan", Calle Cristo, Puerto Rico, y de nuevo con Carolina Herrera en el año 2000 en el lujoso Hotel San Juan.

## Estilo

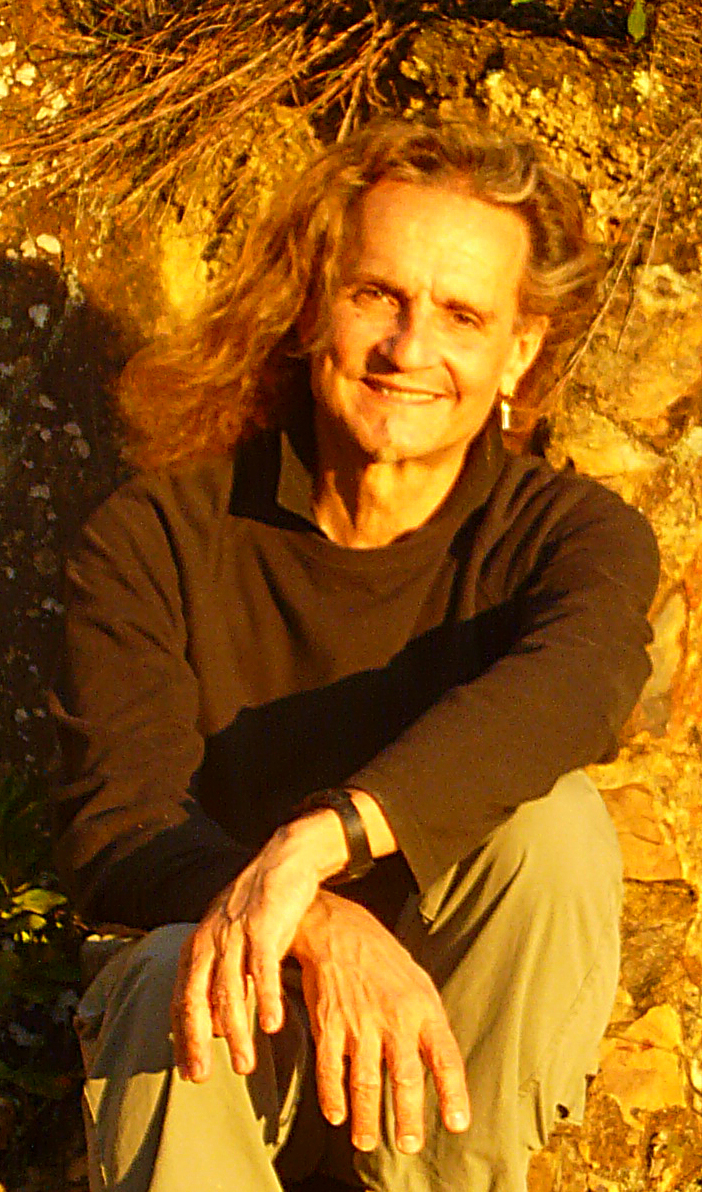
Zamor en 2011.

La mejor manera de describir el estilo de Zamor puede apercibirse a través los diferentes comentarios de la prensa internacional a lo largo de su carrera. En sus primeras exposiciones encontraban que Zamor «…nous propose un monde à la fois érotique, fantastique et superbement alangui, dans ces marécages du corps où s’architecturent les émotions les plus éclectiques …» y después, del otro lado del océano, decían que la temática de Zamor ” …es absolutamente contemporánea… su forma artística está inspirada en los lineamientos clásicos, y el argumento de su pintura, casi helenísticamente, se sumerge en la filosofía y la cultura griega …”. Más tarde, en Francia, lo reclaman por « … les très beaux dessins de Zamor… dessins d’une telle qualité qu’ils font espérer que le talent de leur auteur sera un jour plus largement reconnu.» y se acercan a sus fuentes inspiradoras cuando dicen « …ses recherches apparentent son art à la grande époque du maniérisme. Avec lui, naissent les certitudes plastiques modernes dont Rodin a donné le nom: « un art digne de ce nom ne suit pas le passé, il le prolonge» igual que su poesía « … Zamor nous surprend avec des dessins d’une musicalité aérienne, chantant sous son crayon en le laissant vibrer…» y su calidad « … Sofia Vari et Zamor, qui, eux sont des dessinateurs chevronnés…»
Luego es en París donde lo consagran con críticas de periodistas de gran reputación: « … imaginaire que Zamor, le colombien devenu grenoblois, excite aussi avec ses corps drapés ou ses frontons si minutieusement et si monumentalement dessinés qu’on en a le vertige…» y «... Zamor est sûr de ses moyens: il façonne avec un futurisme imaginaire la vraisemblance plus que la ressemblance…» publicado en el libro de antología artística de Xuriguera.
Más adelante Zamor integra un nuevo elemento en su pintura: El Trompe-l'oeil, que se hace destacar: « … sus acrílicos poseen una magia ilusionista lograda a partir de la técnica del “trompe-l’œil” en una estrecha combinación con personajes desnudos que dan cuenta de su maestría en el dibujo…», confirmado casi en seguida en Francia por Sylvie Perrard: « … ses œuvres s’imposent par le jeu incessant entre le rêve et la réalité…» y enseguida una nueva dimensión es descubierta en la pintura de Zamor en el comentario hecho del otro lado del atlántico a propósito de sus retratos: «A través de sus pinturas, el artista Zamor interpreta el alma, el interior de cada persona… No se sabe dónde termina la obra y comienza el marco…”

## Colecciones públicas
En el tiempo en que trabaja con la Galería Eolia de París, las obras de Zamor son puestas en venta en subastas públicas en Drouot, à París, le 24 avril 1988; En Colombia la Corporación "El Minuto de Dios" de los sacerdotes Eudistas, le encargan un San Juan Eudes para el Museo de Arte Contemporáneo de Bogotá; El presidente de Colombia, Belisario Betancur, le pide a Zamor, en 1984, El Cristo Negro, para hacer parte de la Colección Betancur en el Palacio Presidencial « Nariño» de Colombia; y en 2011 Zamor escribe una CARTA ABIERTA al Presidente de la República de Colombia para reclamar "El Cristo Negro"; otras obras de Zamor hacen parte de colecciones públicas como Eva, en el Museo de la Memoria de Cúcuta, Colombia; igual que varias obras que compra la compañía de aviación de Bogotá, para la Colección Avianca abierta al público.

## Carrera de historiador
Durante sus estudios de historia, Zamor trabaja como Monitor del profesor Dr. Manuel Lucena Salmoral y publica, como historiador, en la Revista Universitas Humanísticas de la Universidad Javeriana de Bogotá, Colombia, su primer artículo en 1971: Elementos decorativos del arte Muisca en los volantes de huso (50 páginas), Siguen, entre 1971 y 1974, otros publicaciones de estudios basados en los documentos paleográficos originales del siglo XVI, conservados en los Archivos Nacionales de Colombia:
Catálogo de documentos existentes en el Archivo Histórico Nacional para el período 1564 - 1580 (80 páginas); 
Ordenanças del Señor Doctor Antonio González y del Señor Miguel de Ybarra (20 páginas);
Catálogo de documentos existentes en el Archivo Histórico Nacional para el período 1580- 1597 (110 páginas);
Encomiendas en el Nuevo Reino de Granada durante el período presidencial del Doctor Antonio González (1590-1597) (100 páginas);
Catálogo de documentos existentes en el Archivo Histórico Nacional para el período 1597 - 1605 (90 páginas);
Luego escribe la historia de su ciudad natal, "El sitio de Cúcuta", publicado por "El Instituto de Cultura y Bellas Artes" de Cúcuta (50 páginas).
Seguidamente, en la Universidad de la Sorbona en París, Zamor es nombrado, por Monsieur le Professeur Jacques Lafaye, como su Maestro Asistente pientras hacia su tesis de doctorado en Historia pero Zamor abandona sus estudios en 1976 para consagrarse completamente a la pintura.

## Escritos
Con la llegada de Internet, Zamor estudia informática para poder poner en línea toda la colección de sus obras.

Desde 1998 a 2004 concibe y crea su página web, www.zamor.com, y la pone en línea en 2004.

En 2011 crea las "Ediciones Zamor" en otra página web, www.zamor.fr, para publicar sus libros inéditos, escritos paralelamente a su carrera de pintor-escultor.

La primera publicación en ese formato es un ensayo filosófico y biográfico en francés escrito entre 1999 - 2004 , "Le Quêteur d'âmes"("El buscador de almas", 640 páginas).

Luego un ensayo filosófico sobre y para los seres Sensibles, escrito entre 2010 y 2011, "L'être Sensible ou Lettres sans cible aux êtres sensibles", ("El ser Sensible", 285 páginas).

En tercer lugar una novela escrita en 2002 que continúa el tema del "Quêteur d'âmes" pero bajo otra forma literaria. Es "A l'ombre des manguiers" (A la sombra de los mangos", 285 páginas).

Reedita "El sitio de Cúcuta", un episodio de la guerra de los mil días en Colombia, 1898 - 1903", escrito en español en 1974 y publicado por el "Instituto de Cultura y Bellas Artes del Norte de Santander" el mismo año.
En 2015 publica "À la recherche de la completud" sobre el tema de la realización personal de un ser hypersensible a través su cuerpo, sus sentidos, su relación con el mundo.
El mismo año publica un libro en español escrito en 1975 en París con el nombre de "Cuentos de Agua Clara".  Con un estilo de cuentos literarios, Zamor narra la historia del pueblo de Agua Clara, localizado en la selva fronteriza entre dos países tropicales de América del Sur, a través las historias personales de algunos de sus habitantes, interconectadas entre sí.
"Le miracle des Sens" (El milagro de los sentidos), escrito y publicado en francés en 2016 que narra sobre la conscientización de los milagros que nos suceden quotidianamente pero de los cuales no somos conocedores por nuestra falta de atención a nuestras propias sensaciones.
También publica el mismo año otro libro en español escrito en 1976 y presentado como su tesis laureada en la universidad de la Sorbona, Paris IV, para obtener su título de Máster en literatura, bajo el nombre "La violencia en Colombia a través de la literatura". El tema del presente estudio es un análisis estructural sobre la violencia en Colombia, tomando tres novelas como de autores colombianos como fuentes históricas y no como obras de ficción.